# Glipa formosana subpubens
Glipa formosana subpubens es una subespecie de coleóptero de la familia Mordellidae.

## Distribución geográfica
Habita en la isla de Formosa.